# Elsiane
Elsiane — канадский музыкальный дуэт, образованный автором-исполнителем Элсианн Каплетт и барабанщиком Стефаном Сотто. Само название «Elsiane» — это контаминация имён обоих артистов. Их музыкальный стиль представляет собой смесь таких жанров, как джаз, классика, рок и электроника. Они начали работать вместе под псевдонимом Elsiane в 2000 году. В концертных выступлениях дуэта также принимают участие музыканты Джефф Фельдман (бас-гитара, клавишные) и Филипп Лук (гитара, клавишные).
Элсианн использует свой голос как инструмент, создавая им мелодии и вплетая его в аранжировки.

## История
Элсианн Каплетт родилась и выросла в Перу. В 14 лет начала создавать собственные музыкальные произведения. Получила классическое музыкальное образование в городе Лима. В 1999 году эмигрировала в Канаду, где встретилась со Стефаном Сотто — музыкантом-самоучкой из Монреаля, получившем образование в области истории искусств.
В 2007 году в Канаде вышел их дебютный альбом — Hybrid. Он был хорошо принят публикой и через год перевыпущен в США лейблом «Nettwerk». В этот период Elsiane проводят совместное турне с Delerium, сотрудничают с Цирком Дю Солей и Booka Shade, выступают на джазовом фестивале в Монреале, инди-фестивале Osheaga и кинофестивале в Торонто, а также принимают участие в музыкальном оформлении торжеств в честь 400-летия города Квебек. Дуэт становится известным и обретает множество поклонников.
В 2012 году вышел второй альбом — Mechanics of emotion.
В конце 2014 — начале 2015 года дуэт планирует выпустить третий альбом, а также отправиться в турне по Канаде, Перу и странам Европы.

## Дискография
1. Vaporous
2. Mend (To Fix, To Repair)
3. Across The Stream
4. Morphing
5. Assemblage Point
6. Prosaic
7. Ecclesia
8. Final Escape
9. In A Crisis...
10. Paranoia
11. Hybrid

1. Slowbirth
2. Mechanics of Emotion
3. Vertigone
4. Underhelped
5. Acceptance
6. Unmapped
7. Nobody Knows
8. Resurger
9. Time for Us
10. In the Shadows
11. Slow Decline

1. The Motive
2. Unstable
3. The Calling
4. Back to the Source
5. Fragilidad
6. Nobody Will Escape (From Rich Shapero's Novel Rin "Tongue and Dorner")
7. Beginning of the End
8. Death of the Artist
9. Ascend
10. Space Between Us

1. On the Winds of Sleep [06:23]
2. Let me Through [04:57]
3. Tongue Takes Charge [06:39]
4. Pyronaut [04:55]
5. You Want Me [06:20]
6. Monuments [06:27]
7. Lizard Soul [04:17]
8. Forgive This, I Won't [06:13]
9. Nobody Will Escape [07:14]
10. Too Late [06:01]
11. Silence [05:33]

1. Traces of the Heart [05:42]
2. Tu Mirada [06:11]
3. Sinai [05:54]
4. Loneliness [06:17]
5. Soul Travelling [02:18]
6. Fading Star [04:54]
7. Under Aghast [03:53]